# Ctenosciara nigrostyla
Ctenosciara nigrostyla är en tvåvingeart som beskrevs av Werner Mohrig 1999. Ctenosciara nigrostyla ingår i släktet Ctenosciara och familjen sorgmyggor. Inga underarter finns listade i Catalogue of Life.